# Saint-Arnoult (Sena Marítimo)
Saint-Arnoult es una comuna y población de Francia, en la región de Alta Normandía, departamento de Sena Marítimo, en el distrito de Ruan y cantón de Caudebec-en-Caux.
Su población en el censo de 1999 era de 1.356 habitantes.
Está integrada en la Communauté de communes Caudebec-en-Caux - Brotonne.

## Demografía
| 528 | 477 | 530 | 1 165 | 1 380 | 1 356 |
| Para los censos de 1962 a 1999 la población legal corresponde a la población sin duplicidades (Fuente: INSEE [Consultar]) |     |     |       |       |       |